# Ciclismo nos Jogos Pan-Americanos de 2007 - Cross-country masculino
O cross-country masculino foi um dos eventos do mountain bike nos Jogos Pan-Americanos de 2007, no Rio de Janeiro. A prova disputada no Parque do Flamengo consistiu de 7 voltas em torno do circuito, totalizando 43,7 quilômetros. A laragada ocorreu em 14 de julho as 12h30 (UTC-3) com 22 ciclistas de 13 países.

## Medalhistas
| Ouro   | USA Adam Craig            |
| Prata  | BRA Rubens Donizete       |
| Bronze | ARG Dario Alejandro Gasco |

## Resultados
| Pos.              | Atleta                   | País               | Tempo      | Diferença |
| ----------------- | ------------------------ | ------------------ | ---------- | --------- |
| Medalha de ouro   | Adam Craig               | USA Estados Unidos | 2h05m21s   |           |
| Medalha de prata  | Rubens Donizete          | BRA Brasil         | 2h07m08s   | +01m47    |
| Medalha de bronze | Dario Alejandro Gasco    | ARG Argentina      | 2h07m37s   | +02m16    |
| 4                 | Ignacio Torres           | MEX México         | 2h08m37s   | +03m16    |
| 5                 | Ricardo Pscheidt         | BRA Brasil         | 2h09m47s   | +04m26    |
| 6                 | Mathieu Toulouse         | CAN Canadá         | 2h09m52s   | +04m31    |
| 7                 | Javier Puschel           | CHI Chile          | 2h15m34s   | +10m13    |
| 8                 | Franklin Lugo            | VEN Venezuela      | 2h16m18s   | +10m57    |
| 9                 | Paolo Montoya            | CRC Costa Rica     | 2h16m39s   | +11m18    |
| 10                | Luciano Ariel Caraccioli | ARG Argentina      | 2h19m15s   | +13m54    |
| 11                | Cristóbal Silva          | CHI Chile          | 2h24m29s   | +19m08    |
| 12                | Mario Alberto Rojas      | COL Colômbia       | 2h25m32s   | +20m01    |
| 13                | Yamil Montaño            | BOL Bolívia        | - 4 voltas |           |
| 14                | Gustavo Miño             | PAR Paraguai       | - 4 voltas |           |
| 15                | Guillermo Miranda        | PAN Panamá         | - 5 voltas |           |
| 16                | Ignacio Morales          | URU Uruguai        | - 5 voltas |           |
| 17                | Heiko Grobenstieg        | PAR Paraguai       | - 5 voltas |           |
| 18                | Alberto Maizares         | BOL Bolívia        | - 5 voltas |           |
| —                 | John Botero Salazar      | COL Colômbia       | DNF        |           |
| —                 | Deiber Esquivel          | CRC Costa Rica     | DNF        |           |
| —                 | Ricky Federau            | CAN Canadá         | DNF        |           |
| —                 | Carlos Manuel Hernández  | MEX México         | DNF        |           |